# 鉄道警察官 捜査ファイル
『鉄道警察官 捜査ファイル』（てつどうけいさつかん そうさファイル）は、2020年3月15日にTBS系で放送された刑事ドラマ。主演は柳葉敏郎。

## キャスト

### 警視庁地域部鉄道警察隊
米長学〈54〉
演 - 柳葉敏郎
警部補。通称「ヨネチョウ」。半年前まで顔写真だけを頼りに何百人もの指名手配犯を捜し出す「見当たり捜査官」だった。
鉄道警察隊への配転は米長の誤認逮捕が原因ということになっているが、誤認逮捕したのは当事の部下で、米長は部下を庇い自分の責任にした。
妻をがんで亡くし娘2人を男手ひとつで育てている。亡き妻との出会いは、犯人追跡中にケガをしたとき手当てしてもらい、1年後、新宿の人混みで見つけてプロポーズした。
木村裕也〈40〉
演 - 筒井道隆
巡査部長。憧れだった鉄道警察隊に赴任して4年。鉄道愛好家でご当地グルメ好き。
大河由香里〈53〉
演 - 田中美佐子
隊長。米長と木村の直属の上司。4年前、木村の希望を汲んで鉄道警察隊に引き上げる。

### その他
- 須藤あやか（「メゾン・ド・アヤ」デザイナー・本名「洞口和美」） - 白石美帆
- 谷村純子（「メゾン・ド・アヤ」マネージャー・あやかのビジネスパートナー） - 安藤玉恵[1]（小学生：濱田優音[2]）
- 前原順司（純子の同級生） - 松尾諭
- 米長安奈（米長の長女） - 朝倉あき[3]
- 柴田譲治（スリの常習犯・通称「お詫びのジョー」） - 森脇健児
- 日暮俊彦（愛媛県警西条三津屋警察署 刑事課長・警部） - 平賀雅臣
- 矢吹（愛媛県警西条三津屋警察署 刑事） - 安岡直
- 米長優奈（米長の次女・大学生） - 岸明日香[4]
- 佐藤和雄（ミワの秘書） - 山口竜央
- ファッション業界の関係者 - 村上航
- 谷村仙吉（純子の父・元そば屋店主） - 井上学
- 谷村聡子（純子の母） - 楠瀬アキ
- 洞口花代（和美の母） - 美智子
- 三笠ミワ（「ミカサ・ミワ」デザイナー） - 山村紅葉
- フジ（米長が花壇の雑草を抜いた家のおばさん） - 三島ゆり子
- 石橋（手打うどん「てんてこ舞」従業員） - 西村亜矢子
- カリスマカメラマン - 渡辺裕薫[5]
- 記者 - 谷口知輝[6]
- ホテルマン - 大坪あきほ[7]
- 徳田サキ（徳田と和美の娘） - 花田鼓[2]
- 米長学の妻 - 長瀬有紀子[8]
- 徳田太一（手打うどん「てんてこ舞」社長・純子の同級生） - 野間口徹

## スタッフ
- 原作 - 山村美紗（「華やかな密室」より）
- 脚本 - 土屋保文
- 企画 - 村上嘉章
- プロデューサー - 深迫康之、西村美保
- 演出 - 亀井弘明
- 音楽 - 田渕夏海
- 制作協力 - MBS企画
- 製作 - MBS、TBS